# Amos Oz: The Nature of Dreams
Amos Oz: The Nature of Dreams è un film documentario del 2009 diretto da Masha Zur Glozman e Yonathan Zur.

## Produzione

### Riprese
Il film è stato girato in Israele.

## Distribuzione

### Data di uscita
- Germania: 30 aprile 2009
- Italia: 9 settembre 2009 (Festivaletteratura Mantova)